# Vespula flaviceps
Espèce
Synonymes
- Vespa flavior Stolfa, 1934[1]
- Vespa japonica de Saussure, 1858[1]
- Vespa karenkona Sonan, 1929[1]
- Vespa lewisii (Cameron, 1903)[1]
- Vespa quadrimaculata Sonan, 1929[1]
- Vespa saussurei Schulz, 1906[1]
- Vespula gracilia Lee, 1986[1]
- Vespula pionganensis Giordani Soika, 1976[1]

Vespula flaviceps est une espèce de guêpes sociales de la famille des Vespidae présente en Asie orientale et au Japon. Des études ont suggéré que les reines de cette espèce pouvaient s'accoupler avec plusieurs mâles et utiliser leur sperme de façon égale. La raison de ceci n'est pas encore bien comprise.

## Liste des sous-espèces
- Vespula flaviceps flaviceps
- Vespula flaviceps lewisii

## Distribution et habitat
C'est sur les îles japonaises qu'on la trouve le plus. Cette espèce est également présente en Corée du Sud et dans la partie sud du Kraï du Primorie. Sa population peut être menacée par les ratons laveurs devenus envahissants qui les consomment pendant l'été et l'automne.
On les trouve dans les forêts. Lors d'une étude de deux ans au Japon, on a observé que cette espèce était prédominante dans les forêts naturelles de feuillus du nord de Kanto. En 2001, elle a été officiellement enregistrée comme l'une des espèces dominantes de cette région représentant, avec deux autres espèces, 91 % de toutes les guêpes sociales capturées dans un échantillon de forêts.  Toutefois, la même espèce a été jugée en abondance beaucoup moindre que les espèces du genre Vespa quand elles ont été attirées au moyen d'un appât différent.

## Aliment

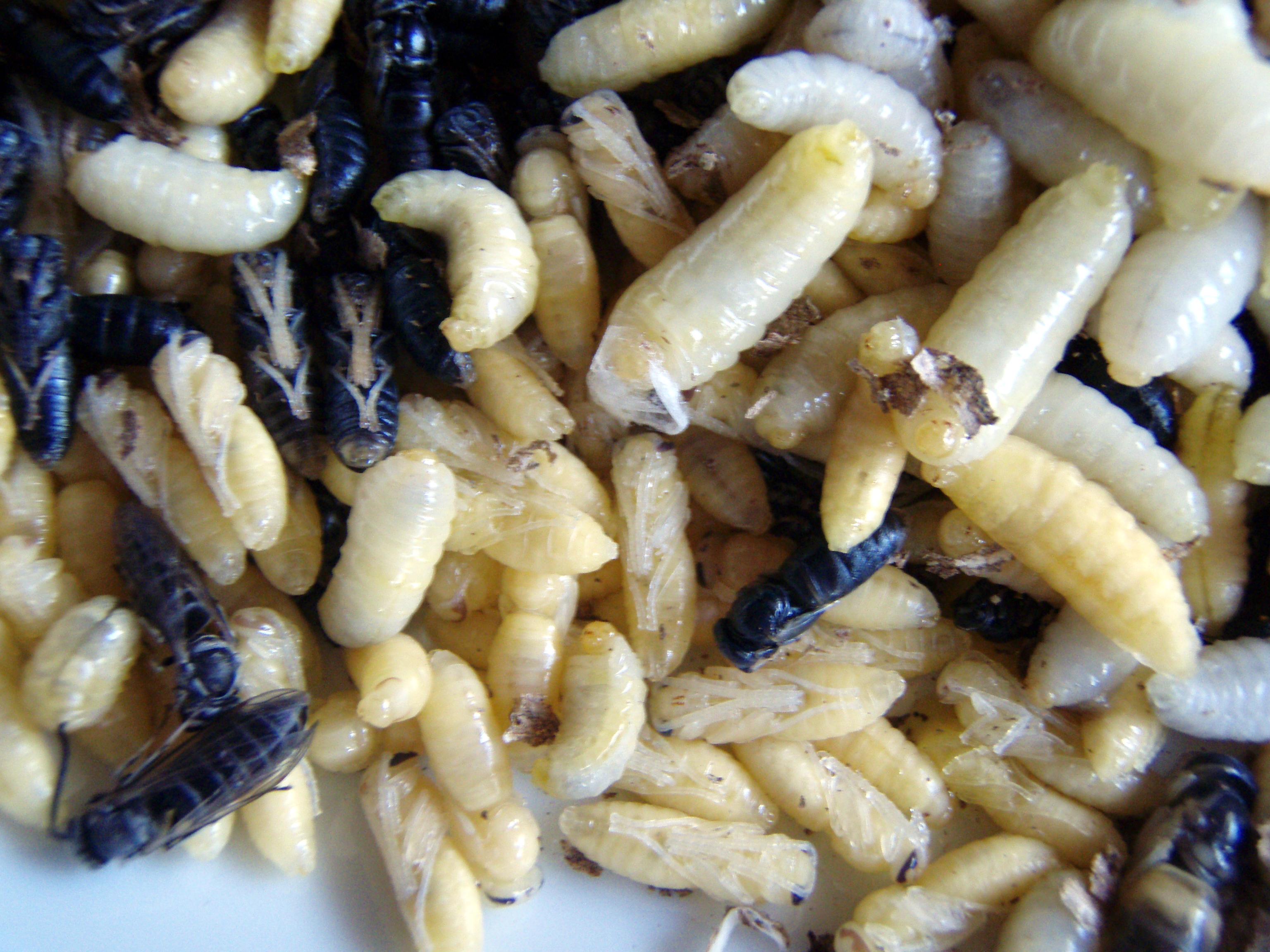
Larves de Vespula flaviceps.

Vespula flaviceps est un aliment populaire dans la région centrale du Japon. Toutes les formes sont consommées, mais les larves sont les plus appréciées. Les petites colonies peuvent être recueillies et transférées dans des ruches artificielles à proximité des habitations dans le but de les ramasser pour se nourrir. Ces colonies sont même parfois plus à l'abri l'hiver grâce à cette pratique. Cette protection contre le froid facilite grandement leur chance de survie.
Dans certaines régions du Japon, elles sont consommées avec du riz. Dans la région du Chūbu (y compris Nagano, Gifu et Aichi), un plat à base de riz et de larves est considéré comme un mets raffiné. Ce plat est consommé lors d'événements spéciaux, notamment les fêtes d'automne. Elles peuvent être consommées cuites, frites ou marinées. Les larves et les nymphes sont souvent prises dans des guêpiers et assaisonnées de sauce de soja, de sucre et d'autres assaisonnements artificiels. Récemment, la collecte comme nourriture de cette espèce à l'intérieur du Japon a diminué mais les importations en provenance de Corée ont augmenté.